# Arthur Morgan (Red Dead)
Arthur Morgan er en fiktiv karakter og hovedpersonen i videospillet Red Dead Redemption 2 fra 2018. Arthur, som er et højtstående medlem af Van der Linde-banden, må håndtere det vilde vestens forfald, mens han forsøger at overleve mod ordensmagter og andre modstandere i en fiktionaliseret repræsentation af Det Vilde Vesten . Han spilles af Roger Clark gennem motion capture.

## Fiktiv karakterbiografi
Arthur sluttede sig til Dutch van der Lindes bande, da han var fjorten, efter at have mistet sine forældre i en ung alder, og blev snart Dutchs første protegé. Arthur havde en søn, Isaac, med en servitrice ved navn Eliza; han var tæt med dem, indtil de blev dræbt i et røveri. Med tiden forvandlede Arthur sig til Dutch's mest dedikerede håndhæver.
Da et røveri går galt, bliver banden nødt til at flygte gennem bjergene. Her finder Arthur John Marston, som også er medlem af banden, og hovedkarakteren i Red Dead Redemption.